# У Змајевом сокаку
„У Змајевом сокаку” (енгл. In the Court of the Dragon) је приповетка коју је Роберт В. Чејмберс објавио у збирци Краљ у жутом 1895. године. Ова приповетка је пример Чејмберсове хорор фикције и једна је од прича у збирци која садржи мотив Краља у жутом.

## Радња
Прича прати неименованог приповедача који посећује цркву Сен Барнабеа. Кад се раскомоти, суочава се са непознатим страхом који успева да одагна при погледу на свечаност и лепоту цркве. Почиње да слуша оргуље, чији тонови га љуте својом бомбастичном природом. Чини се да то нико други не примећује. Тада види како оргуљаш одлази и смирује се. Међутим, када се осврне око себе и види да је „исти онај човек излазио иза оргуља, и пролазио дуж галерије истим путем”, он најпре осети језу и претрну, али долази до закључка да га је вероватно помешао са неким.
Али, како овај оргуљаш по други пут одлази, он гледа у приповедача погледом незамисливе мржње који овај примећује. У почетку се плашећи злонамерне намере оргуљаша, приповедач се грди због сопствених глупих идеја, а затим излази из цркве. Док се враћа кући, оргуљаш га неколико пута среће на путу, испуњавајући приповедача страхом. Како се приближава кући смирује се, али онда види оргуљаша како иде насупрот њега. Покушава да побегне, али схвата да је то узалудно.
У последњем тренутку се буди у цркви и мисли да је све то сањао, али онда закључује да га је све време познавао, говорећи: „Јер сада сам га познавао. Смрт и ужасно боравиште изгубљених душа, камо га је моја слабост одавно послала — променише га за свачије очи, али не и за моје”. Тада црква нестаје и наизглед приповедач сада стоји на обали језера Хали. Тада наизглед долази смрт: „И сада сам чуо његов глас, како се уздиже, отмен, грмећи кроз пламтећу светлост, и, осећао сам, бљештање се појачавало, појачавало, обасипајући ме таласима пламена. Затим потонух у дубине и зачух Краља у жутом како шапуће мојој души: „Страшно је пасти у руке живом Богу!”

## Ликови
- Приповедач: Неименовани протагониста, који се приближава сопственој пропасти.
- Оргуљаш: Тајанствени човек који свира оргуље. У непознатој је вези са приповедачем и Краљем у жутом.
- Краљ у жутом: Мистериозни моћни ентитет.
- Монсињор С—: Свештеник у цркви Сен Барнабеа.

## Теме
Ова прича је једна од најмистериознијих у колекцији Краљ у жутом. Иако читалац зна да постоји веза између оргуљаша и приповедача, не може знати каква је она тачно, нити шта је изазвало „слабост” која га је „послала” у „ужасно боравиште изгубљених душа”. Краљеве речи — „Страшно је пасти у руке живом Богу!” — цитат су из Библије (Јеврејима 10:31), из одломка који се бави казном за грех.